# Raimbaut d’Aurenga

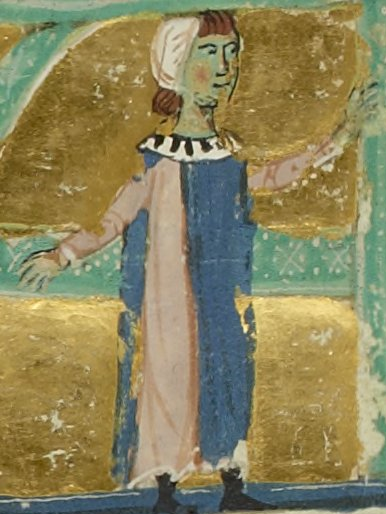
Raimbaud d‘Orange

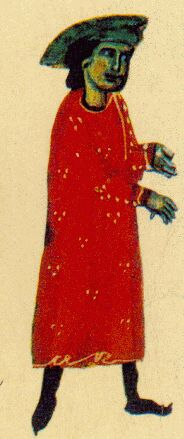
Rambautz d‘Aurenga

Raimbaut d’Aurenga (frz. Raimbaud d’Orange, * um 1144, 1156/71 bezeugt; † 1173) genannt „le Troubadour d’Orange“, war der erste provenzalische Trobador und einer der bedeutendsten Dichter des Mittelalters. Von ihm sind zahlreiche lyrische Gedichte und einige Sirventes erhalten sowie eine Tenzone, ein Streitgespräch, das er gemeinsam mit Beatriz de Dia (Beatrix, Gräfin von Die) verfasste.

## Leben
Raimbaut d’Orange entstammt einer jüngeren Linie der Familie der Herren von Montpellier. Sein Vater war Guillem d’Omelaz (Guilhelm d’Aumelas), seine Mutter Tiburge d’Orange, die Erbtochter des Grafen Raimbaut II. Ab 1156 war Raimbaut u. a. Herr von Aumelas (Omelaz), Le Pouget, Montarnaud und Popian, 1171 erbte er einen Teil der Herrschaft Orange.

## Werk
| - Cars, douz e fenhz del bederesc - En aital rimeta prima - Una chansoneta fera - Apres mon vers vueilh sempr’ordre - Un vers farai de tal mena - Peire Rotgier, a trassaillir - Al prim qe•il timi sorz en sus - Braiz, chans, quils, critz - Car vei qe clars - Ar vei bru, escur, trebol cel - Ar m’er tal un vers à faire - Ab vergoinha part marrimentz - Er quant s’embla•l foill del fraisse - Ara non siscla ni chanta - Entre gel e vent e fanc - Pos trobars plans - Assaz m’es belh - Aissi mou - Amors, cum er? Que faray? | - Assatz sai d’amor ben parlar - Ben s’eschai q’en bona cort - Ben sai c’a sels seria fer - Donna, cel qe•us es bos amics - Escotatz, mas no say que s’es - Amics, en gran cossirier - Dona, si m’auzes rancurar - Non chant per auzel ni per flor - Lonc temps ai estat cubertz - Ara•m so del tot conquis - A mon vers dirai chansso - Ara•m platz, Giraut de Borneill - S’il cors es pres, la lengua non es preza - Joglar, fe qed eu dei - Ab nou cor et ab nou talen - Ar non sui jes mals et astrucs - Als durs, crus, cozens, lauzengiers - Pois tals saber mi sortz e•m creis - Ar resplan la flors enversa |